# Ida Johansson
Ida Johansson är en svensk skådespelare och fotomodell.
Ida Johansson har Downs syndrom och ingår i teatergruppen Glada Hudik. Hon har medverkat i teaterföreställningen Trollkarlen från Oz där hon spelade en av huvudrollerna som Dorothys tvillingsyster Alice.
Hon har spelat en av huvudrollerna i filmerna Catwalk – från Glada Hudik till New York, Livet efter Catwalk och Det kunde varit vi. Den 30 juni 2025 sommarpratade hon i Sommar i P1.